# Anna Magdalene von Hanau
Gräfin Anna Magdalene von Hanau-Lichtenberg (* 14. Dezember 1600 in Buchsweiler (heute: Bouxwiller); † 22. Februar 1673) war eine Tochter des Grafen Johann Reinhard I. von Hanau-Lichtenberg (* 1569; † 1625) und der Gräfin Maria Elisabeth von Hohenlohe-Neuenstein (* 1576; † 1605).
Anna Magdalene heiratete mehrfach:
1. am 27. November 1625[1] Lothar von Criechingen († 1629), Sohn von Christoph von Criechingen-Pittingen, Amtmann von Deutsch-Lothringen († 1622/1623) und der Anna Bayer von Boppard. Aus der Ehe von Lothar und Anna Magdalene ging ein Sohn hervor:
  1. Graf Franz Ernst III. († 1677);
2. im August 1633 Rhein- und Wildgraf Otto Ludwig von Salm-Kyrburg-Mörchingen (* 13. Oktober 1597; † 16. Oktober 1634 in Speyer an der Pest, beigesetzt im Straßburger Münster) schwedischer General und Gouverneur im Elsass. Aus dieser Ehe ging ebenfalls ein Sohn hervor, der posthum geboren wurde:
  1. Wild- und Rheingraf Johann XI. (* 17. April 1638; † 16. November 1688 in Flonheim, bestattet in der Stadtkirche von Kirn);
3. am 8. April 1636 Graf Friedrich Rudolf von Fürstenberg-Stühlingen (* 23. April 1602; † 26. Oktober 1655 in Datschitz, begraben in Haslach im Kinzigtal). Er war der Sohn von Graf Christoph II. von Fürstenberg (* 16. November 1580 in Blumberg; † 5. Januar 1614[2]) und Dorothea Freiin von Sternberg († 12. Juni 1633). Friedrich Rudolf war Reichshofrat, Reichshofkriegsrat, Oberfeldzeugmeister, Generalfeldwachtmeister und Oberstallmeister. Seit 1639 war er Landgraf von Stühlingen und wurde 1642 vom Kaiser vom Freiherren- in den Grafenstand des Deutschen Reichs befördert. In erster Ehe war er mit Maria Maximiliana von Pappenheim († 16. Oktober 1635) verheiratet. Aus der Ehe zwischen Anna Magdalene und Friedrich Rudolf gingen hervor:
  1. Franz (*, † 1636)
  2. Ferdinand Anselm (* 17. Juli 1637; † 1637)
  3. Marie Franziska (* 7. August 1638; † 24. August 1680), verheiratet am 11. Juli 1655 mit Fürst Hermann Egon  von Fürstenberg-Heiligenberg (* 5. November 1627; † 10. September 1674)
  4. Leopold Adam Ludwig (* 6. Mai 1642; † 13. August 1643)
  5. Katharina Elisabeth (* 27. April 1643; † 1643)

## Vorfahren
| Ahnentafel der Gräfin Anna Magdalene von Hanau-Lichtenberg | Ahnentafel der Gräfin Anna Magdalene von Hanau-Lichtenberg                                                                        | Ahnentafel der Gräfin Anna Magdalene von Hanau-Lichtenberg                                                                        | Ahnentafel der Gräfin Anna Magdalene von Hanau-Lichtenberg                                                                        | Ahnentafel der Gräfin Anna Magdalene von Hanau-Lichtenberg                                                                        | Ahnentafel der Gräfin Anna Magdalene von Hanau-Lichtenberg | Ahnentafel der Gräfin Anna Magdalene von Hanau-Lichtenberg |
| ---------------------------------------------------------- | --- | --- | --- | --- | ---------------------------------------------------------- | ---------------------------------------------------------- |
| Urgroßeltern                                               | Philipp IV. von Hanau-Lichtenberg (* 1514; † 1590) ⚭ Eleonore von Fürstenberg (* 1523; † 1544)                                    | Jakob von Zweibrücken-Bitsch (* 1510; † 1570) ⚭ Katharina von Honstein († 1570)                                                   | Ludwig Kasimir von Hohenlohe-Neuenstein-Langenburg (* 1517; † 1568) ⚭ Anna von Solms-Laubach (* 1522; † 1594)                     | Wilhelm der Reiche von Nassau-Dillenburg (* 1487; † 1559) ⚭ Juliana zu Stolberg (* 1506; † 1580)                                  |                                                            |                                                            |
| Großeltern                                                 | Philipp IV. von Hanau-Lichtenberg (* 1541; † 1599) ⚭ Ludovica Margaretha von Zweibrücken-Bitsch (* 1540; † 1569)                  | Philipp IV. von Hanau-Lichtenberg (* 1541; † 1599) ⚭ Ludovica Margaretha von Zweibrücken-Bitsch (* 1540; † 1569)                  | Wolfgang von Hohenlohe-Neuenstein-Weikersheim (* 1546; † 1610) ⚭ Magdalene von Nassau-Dillenburg (* 1547; † 1633)                 | Wolfgang von Hohenlohe-Neuenstein-Weikersheim (* 1546; † 1610) ⚭ Magdalene von Nassau-Dillenburg (* 1547; † 1633)                 |                                                            |                                                            |
| Eltern                                                     | Johann Reinhard I. von Hanau-Lichtenberg (* 1569; † 1625) ⚭ Maria Elisabeth von Hohenlohe-Neuenstein-Weikersheim (* 1576; † 1605) | Johann Reinhard I. von Hanau-Lichtenberg (* 1569; † 1625) ⚭ Maria Elisabeth von Hohenlohe-Neuenstein-Weikersheim (* 1576; † 1605) | Johann Reinhard I. von Hanau-Lichtenberg (* 1569; † 1625) ⚭ Maria Elisabeth von Hohenlohe-Neuenstein-Weikersheim (* 1576; † 1605) | Johann Reinhard I. von Hanau-Lichtenberg (* 1569; † 1625) ⚭ Maria Elisabeth von Hohenlohe-Neuenstein-Weikersheim (* 1576; † 1605) |                                                            |                                                            |
| Anna Magdalene                                             | | | | |                                                            |                                                            |

Zur Familie vgl. Hauptartikel: Herren und Grafen von Hanau